# Rabodeau
Le Rabodeau est une rivière française du Grand Est qui coule dans le département des Vosges. C'est un affluent droit de la Meurthe, donc un sous-affluent du Rhin par la Moselle.

## Géographie
De 25,7 km de longueur, le Rabodeau naît au col de Prayé (ou Prayez), au sud-ouest du massif du Donon. D'abord appelé Ruisseau du Grand Bras, il ne porte le nom de Rabodeau qu'à partir du confluent avec le Ruisseau du Gentil Sapin au lieu dit les Chavons. Son parcours, régulièrement orienté ouest-sud-ouest, est parallèle à celui de la Plaine.
Dans la partie amont de son cours, le Rabodeau a un caractère torrentiel, marqué par des cascades, dont certaines sont assez remarquables comme la cascade des Chavons ou la Sauteuse.
Le Rabodeau rejoint la Meurthe au hameau de Saint-Blaise, dans la commune de Moyenmoutier, à 289 m d'altitude.

### Communes et cantons traversés
Dans le seul département des Vosges, le Rabodeau traverse les quatre communes, de l'amont vers l'aval, de Moussey (source), La Petite-Raon, Senones, Moyenmoutier (confluence).
Soit en termes de cantons, le Rabodeau prend source et conflue dans l'actuel canton de Raon-l'Étape, dans l'arrondissement de Saint-Dié-des-Vosges.

### Bassin versant
Le Rabodeau traverse les six zones hydrographiques A610, A611, A612, A613, A614, A615, pour une superficie totale de 153 km2. Ce bassin versant est constitué à 81,60 % de « forêts et milieux semi-naturels », à 14,95 % de « milieu urbain », 
à 3,42 % de « milieux aquatiques ».

## Affluents

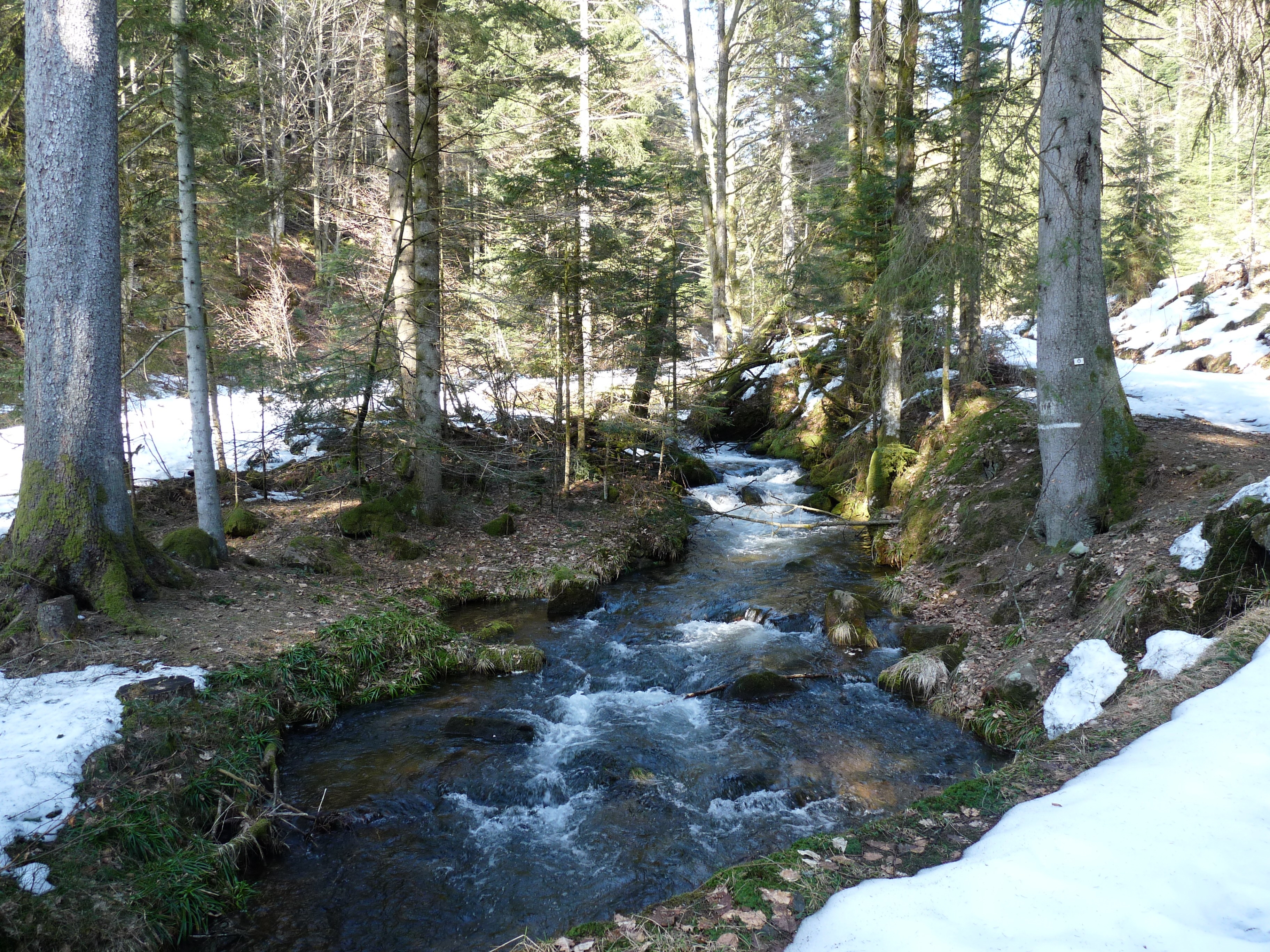
Le Rabodeau en amont de Moussey.

Le Rabodeau a huit tronçons affluents référencés.
Ses principaux affluents sont le ruisseau du Grand Bras (3,9 km), la Grand-Goutte renommée le Fosse dans sa partie basse (5,7 km), le ruisseau de la Rochère (10,2 km) né à Grandrupt et grossi des eaux du Bouchard (8,4 km) dont la vallée mène au col du Hantz, le Grand Rupt issu de Saint-Stail, le ruisseau du Lavaux, le ruisseau de Pair et le ruisseau de Ravines.
Le ruisseau des Ravines étant de rang de Strahler trois avec deux affluents et un sous-affluent, le rang de Strahler du Raboteau est dès lors de quatre.

## Hydronymie
Elle porte un nom qui est une forme savante du mot Raon, de l'ancien mot lorrain Ravon, signifiant confluent.

En langue locale, ce terme signifierait les eaux ou courants qui se rassemblent, mais aussi un passage surveillé ou aménagé, un gué, plus tard équipé d'un péage médiéval, c’est-à-dire « La (Raon) d’au delà (de l’eau) ».
De la racine latine rabodo, en analogie avec les formes rava, roua ou ravon, qui est passé de Rabodon , à la forme Rabodeau, qui parsèment la toponymie locale.

## Toponymie
La rivière Rabodeau à donné son nom aux localités locales Raon-l'Étape, Raon-sur-Plaine, Raon-lès-Leau, La Petite-Raon, Raon-aux-Bois et La Petite-Raon.

## Hydrologie
Le Rabodeau est une rivière très abondante.

### Le Rabodeau à Moyenmoutier
Son débit a été observé durant une période de 16 ans (1969-1984), à Moyenmoutier, localité du département des Vosges située au niveau de son confluent avec la Meurthe. Le bassin versant de la rivière est de 153 km2.
Le module de la rivière à Moyenmoutier est de 3,52 m3/s.
Le Rabodeau présente des fluctuations saisonnières de débit relativement modérées, comme c'est habituellement le cas des cours d'eau du massif vosgien. Les hautes eaux se déroulent en hiver et au printemps et poussent le débit mensuel moyen à un niveau situé entre 3,78 et 6,05 m3/s, de décembre à mai inclus (avec un maximum de décembre à février). Dès juin le débit chute rapidement jusqu'aux basses eaux d'été, qui ont lieu en août-septembre et s'accompagnent d'une baisse du débit mensuel moyen allant jusqu'à 1,58 m3/s au mois de septembre. Mais ces chiffres ne sont que des moyennes et les fluctuations de débit sont plus prononcées sur de plus courtes périodes ou selon les années.

### Étiage ou basses eaux
À l'étiage, le VCN3 peut chuter jusque 0,550 m3/s, en cas de période quinquennale sèche, soit 550 litres par seconde, ce qui n'est pas excessivement sévère comparé aux cours d'eau alimentés exclusivement ou presque par les précipitations tombées sur le plateau lorrain.

### Crues
Les crues peuvent être très importantes compte tenu de la taille modeste de la rivière et de son bassin versant. Les QIX 2 et QIX 5 valent respectivement 24 et 37 m3/s. Le QIX 10 est de 45 m3/s, le QIX 20 de 50 m3/s, tandis que le QIX 50 n'a pas été calculé étant donné l'insuffisance de la durée d'observation des débits.
Le débit instantané maximal enregistré à Moyenmoutier durant cette période de 16 ans, a été de 64,7 m3/s le 26 mai 1983, tandis que la valeur journalière maximale était de 59,9 m3/s le même jour. En comparant la première de ces valeurs à l'échelle des QIX de la rivière, il apparait clairement que cette crue était très supérieure à la crue vicennale calculée par le QIX 20, et donc assez exceptionnelle.

### Lame d'eau et débit spécifique
Le Rabodeau est une rivière fort abondante, puissamment alimentée par les fortes précipitations de son bassin. La lame d'eau écoulée dans son bassin versant est de 728 millimètres annuellement, ce qui est plus de deux fois supérieur à la moyenne d'ensemble de la France tous bassins confondus (320 millimètres), et largement supérieur également à la moyenne du bassin français de la Moselle (445 millimètres à Hauconcourt en aval de Metz). Le débit spécifique de la rivière (ou Qsp) atteint le chiffre robuste de 23,0 litres par seconde et par kilomètre carré de bassin.

## Qualité des eaux
En 2006, l'Agence de l'eau Rhin-Meuse attribuait à l'eau du Rabodeau, analysée au niveau de Moyenmoutier, la qualité de « bonne », à l'instar de l'année précédente (catégorie 1B), mais toujours en léger retrait par rapport à l'année 2004, où la qualité de « très bonne » (1A) lui était attribuée. La raison en est une demande chimique en oxygène (DCO) en légère augmentation (à 24 mg/litre), mais encore qualifiée de « bonne ». À noter que le taux de saturation en oxygène atteignait le beau chiffre de 93 % en 2006, correspondant à 8,8 milligrammes par litre, et que la teneur en ion ammonium ou NH4+ se situait à l'excellent niveau de 0,10 mg/litre.

## Pêche
Le Rabodeau est classé comme cours d'eau de première catégorie sur la totalité de son parcours. C'est typiquement ce qu'on appelle une rivière à truites.
D'après le Conseil supérieur de la Pêche, la qualité des peuplements piscicoles du Rabodeau, observée en 1999 au niveau de Senones, est qualifié d'« excellente », qualification attribuée rarement. Au sein du bassin versant de la Moselle, le Rabodeau partageait cette qualification avec la Vologne et la Meurthe en amont de Saint-Dié-des-Vosges .

## Activités économiques

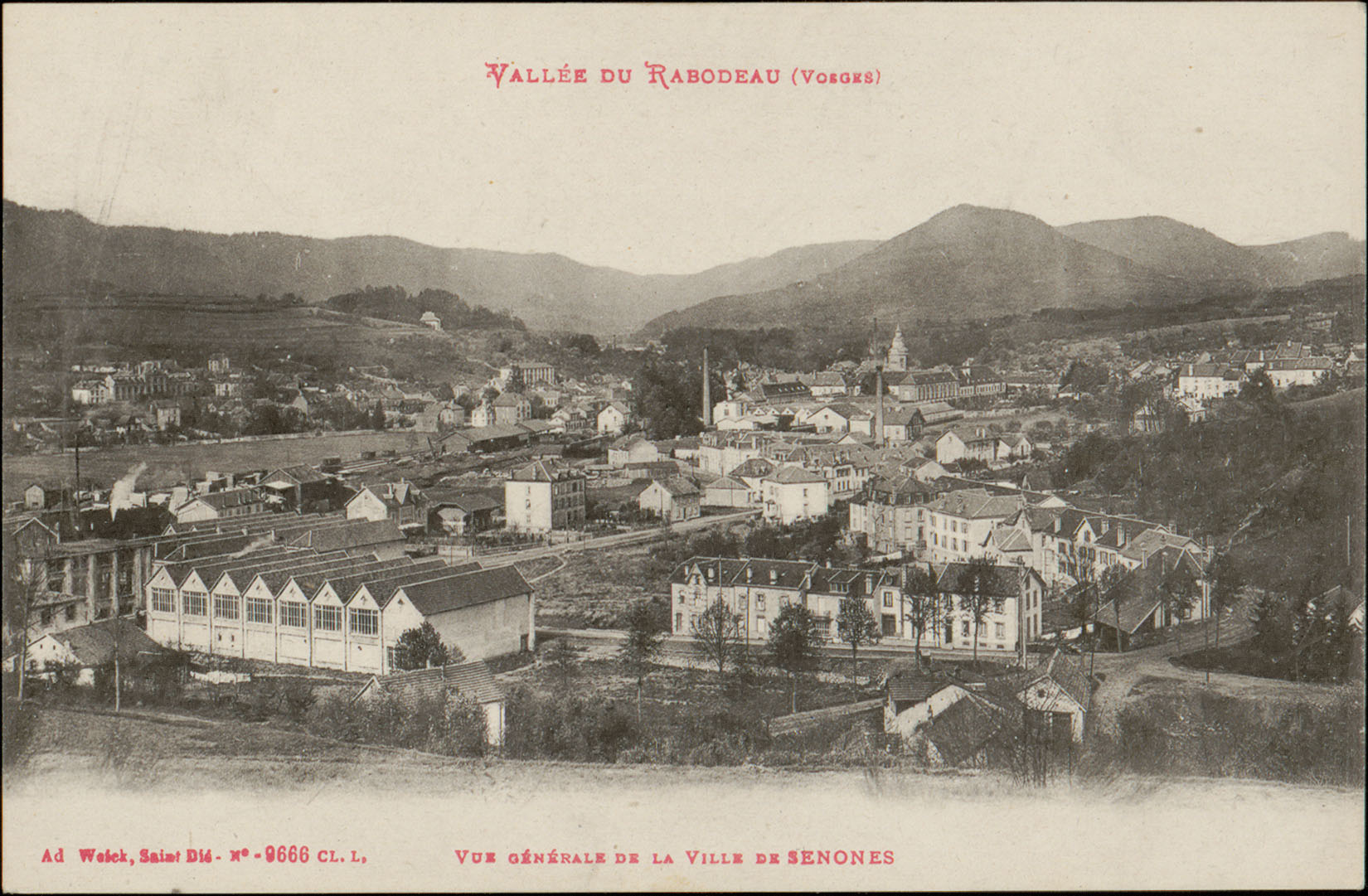
Vue historique de la vallée du Rabodeau à Senones (A. Weick).

La vallée du Rabodeau était naguère florissante par ses scieries et ses industries textiles. Ce secteur fut en effet, jusque vers la fin des années 1960, un des grands centres français de manufacture de différents textiles, essentiellement le coton. Le déclin brutal de ces activités traditionnelles a engendré une dévitalisation et une dépopulation rapide de la région.
Le Rabodeau faisait partie du bassin de la Haute-Meurthe où fut pratiqué pendant des siècles le flottage du bois. Le flottage du bois dans le massif des Vosges se faisait certes également par trains de grumes ou de planches, mais sur le Rabodeau qui n'y était pas favorable, c'est le "boloyage" qui prévalut: une « bollée » en patois vosgien est une expédition de flottage à bûches perdues, c'est-à-dire que les pièces de bois étaient jetées dans la rivière pendant les hautes eaux pour faciliter la descente avec le courant ou grâce à des petits barrages ou vannes qu'on ouvrait pour « gonfler le flot » jusqu'au port d'arrivage qui était à Raon-l'Étape. Ce type de flottage fut également pratiqué sur les cours d'eau voisins du Rabodeau comme la Plaine, la Ravines ou la Hure.

## Patrimoine - Tourisme

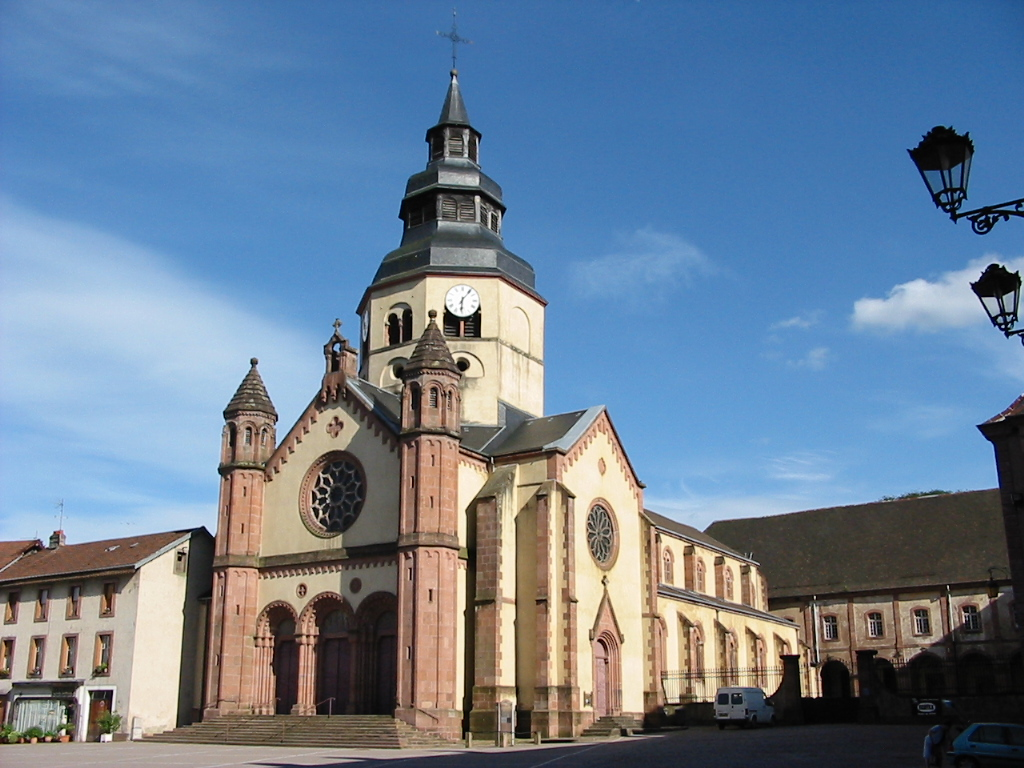
Senones : l'église Saint-Gondelbert et sa tour octogonale romane du XIIe siècle.

- Senones : ancienne capitale de la principauté de Salm indépendante jusqu'en 1793, et siège d'une très ancienne abbaye bénédictine fondée au VIIe siècle. Le centre historique est site classé. Restes de l'ancien château des princes de Salm. Deuxième château des princes de Salm du XVIIIe siècle (monument historique). Ancien pilori. Plusieurs anciens hôtels et maisons (monuments historiques). Ancienne abbatiale Saint-Pierre provenant d'un monastère fondé par saint Gondelbert au VIe siècle : construite au XIIe siècle par l'abbé Antoine de Pavie, elle fut refaite en 1860, avec encore sa tour octogonale du XIIe siècle (inscrit monument historique). Restes de l'abbaye (bâtiments du XVIIIe siècle) avec tour du XIe - appartements de Voltaire et de Dom Calmet (monument historique). Musée historique dans l'abbaye. Forêt de Moyenmoutier. Plusieurs sites naturels classés. Station climatique d'été et festival du Folklore. Équitation, tennis, natation, tir, promenades, etc. Pêche, chasse.
- Le chemin de fer touristique de la vallée du Rabodeau n'existe plus : son parcours a été remplacé en partie par une voie verte.
- L'importance des pertes infligées par les nazis aux habitants de la vallée lors de l'Opération Loyton en août, septembre et octobre 1944 lui vaut le surnom de Vallée des larmes[7].